# Liste der Naturdenkmale in Neubrandenburg
Die Liste der Naturdenkmale in Neubrandenburg nennt die Naturdenkmale in Neubrandenburg im Landkreis Mecklenburgische Seenplatte in Mecklenburg-Vorpommern.
Bei den Naturdenkmalen wird unterschieden zwischen dendrologischen (Baum) und geologischen (Findling) Objekten. Bäume erhalten den Schutzstatus aufgrund ihrer „Seltenheit, Eigenart und Schönheit“ sowie um ihren landschaftsästhetischen und kulturhistorischen Wert zu erhalten. Findlinge werden durch Wertbeimessungen i. S. v. „wertvoller und erhaltenswerter Gebilde der erdgeschichtlichen Entwicklung“ durch Menschen geschützt.

## Dendrologische Naturdenkmale
| Bild | Nr.        | Bezeichnung     | Standort                                                                        | Beschreibung | Schutzzweck | Verordnung |
| ---- | ---------- | --------------- | ------------------------------------------------------------------------------- | ------------ | ----------- | ---------- |
| BW   | 2445/406-0 | Eibe            | Jahnviertel Morgenlandstraße 3 (53° 33′ 33,1″ N, 13° 15′ 14,4″ O)               | [ 2 ]        |             | 1980       |
| BW   | 2445/404-0 | Magnoliengruppe | Jahnviertel Morgenlandstraße 6 (53° 33′ 35,3″ N, 13° 15′ 13,7″ O)               | [ 4 ]        |             | 1980       |
| BW   | 2445/405-0 | Gleditschie     | Innenstadt Potanusstraße (Kita) (53° 33′ 34,6″ N, 13° 15′ 36″ O)                | [ 5 ]        |             |            |
| BW   | 2445/409-0 | Efeu            | Jahnviertel Friedrich-Engels-Ring 3a (53° 33′ 26,3″ N, 13° 15′ 13,7″ O)         | [ 6 ]        |             | 1983       |
| BW   | 2445/407-0 | Eiche           | Jahnviertel Jahnstraße 10 (53° 33′ 30,6″ N, 13° 15′ 13″ O)                      | [ 7 ]        |             |            |
| BW   | 2445/408-0 | Rosskastanie    | Jahnviertel Rostocker Straße 35 (53° 33′ 23,8″ N, 13° 15′ 10,8″ O)              | [ 8 ]        |             |            |
| BW   | 2445/402-0 | Blutbuche       | Jahnviertel Rostocker Straße 4 (53° 33′ 26,6″ N, 13° 15′ 8,3″ O)                | [ 9 ]        |             | 1980       |
| BW   | 2445/401-0 | Eiche           | Broda Dorf zwischen Amtshaus und Tollensesee (53° 32′ 59,6″ N, 13° 14′ 23,6″ O) | [ 10 ]       |             |            |
| BW   | 2445/403-0 | Platane         | Südstadt Neustrelitzer Straße 12 (53° 33′ 10,1″ N, 13° 15′ 42,1″ O)             | [ 11 ]       |             | 1980       |

## Geologische Naturdenkmale
| Bild                          | Nr.        | Bezeichnung                     | Standort                                                      | Beschreibung | Schutzzweck | Verordnung |
| ----------------------------- | ---------- | ------------------------------- | ------------------------------------------------------------- | --- | ----------- | ---------- |
| BW                            | 2445/A7C-0 | „König der Jahrhunderte“        | Großes Mühlenholz (53° 31′ 26,8″ N, 13° 17′ 58,2″ O)          | „Findling aus grauem Växjö-Granit mit einem Volumen von ca. 35 m². Es ist ein Schälchenstein aus der Bronzezeit“ |             | 1938       |
| mehr Fotos \| Fotos hochladen | 2445/101-0 | Riesenstein                     | Weitin Woggersiner Straße 15 (53° 35′ 15,8″ N, 13° 13′ 16″ O) | Findling 500 m nördlich der Krappmühle, westlich einer Abfüllstation für Propangas, An der Stadtgrenze zu Zirzow. Volumen ca. 54 m². Schälchenstein. Bei versuchter Zerteilung um 1900 angebrachte Bohrlöcher. Im Mai 1945 durch Panzergranattreffer aufgespalten. |             | 1938       |
| BW                            |            | Eemwarmzeitliches Torfvorkommen | (53° 32′ 16,1″ N, 13° 18′ 36″ O)                              | Aufschluss einer eiszeitlichen Torfablagerung im Kiestagebau Hinterste Mühle |             | 2001       |

## Flächennaturdenkmale
| Bild | Nr.       | Bezeichnung                  | Standort                           | Beschreibung | Schutzzweck               | Verordnung                                                            |
| ---- | --------- | ---------------------------- | ---------------------------------- | --- | ------------------------- | --------------------------------------------------------------------- |
| BW   | FND NB001 | Torfwiese Woggersiner Straße | (53° 34′ 13,8″ N, 13° 13′ 33,6″ O) | Flächennaturdenkmal. 1,53 ha. Rest einer typischen Feuchtwiese in der Tollenseniederung auf Niedermoor, Vorkommen wertvoller Pflanzenarten (u. a. Dactylorhiza majalis und Fritillaria meleagris). | Wertvolle Pflanzenart(en) | Beschluss des Rates der Stadt Neubrandenburg Nr. 0092 vom 30.05.1983. |
| BW   | FND NB002 | Graslilienstandort           | (53° 33′ 37,8″ N, 13° 12′ 45,7″ O) | Flächennaturdenkmal. 0,45 ha. Trockenrasen an der ehemaligen Penzliner Bahn mit Vorkommen von Anthericum liliago und anderen wertvollen Pflanzenarten.                                             | Wertvolle Pflanzenart(en) | Beschluss des Rates der Stadt Neubrandenburg Nr. 0141 vom 15.07.1987. |
| BW   | FND NB003 | Quellkuppe                   | (53° 34′ 48″ N, 13° 12′ 46,8″ O)   | Flächennaturdenkmal, 5 ha große Fläche mit wertvollen Pflanzenarten der Trockenrasen und Feuchtbiotope (u. a. Vorkommen von Apium repens).                                                         | Wertvolles Biotop         | Beschluss des Rates der Stadt Neubrandenburg Nr. 0141 vom 15.07.1987. |
| BW   | FND NB004 | Soll auf dem Datzeberg       | (53° 35′ 2,6″ N, 13° 16′ 7″ O)     | Flächennaturdenkmal. 0,17 ha. Feuchtbiotop am Rande eines Wohngebietes. | Wertvolles Biotop         | Beschluss des Rates der Stadt Neubrandenburg Nr. 0102 vom 12.07.1989. |
| BW   |           | Südhänge Datzeberg           | (53° 34′ 26,4″ N, 13° 16′ 46,2″ O) | Flächennaturdenkmal, ca. 5 ha großer südexponierter Hang des Datzebergs. |                           |                                                                       |
| BW   |           | Insel im Mühlenteich         | (53° 32′ 34,8″ N, 13° 17′ 3,8″ O)  | Flächennaturdenkmal, an der Hintersten Mühle. |                           |                                                                       |